# ساداكازو تانيغاكي
ساداكازو تانيغاكي (باليابانية: 谷垣 禎一 تانيغاكي ساداكازو) من مواليد 7 مارس، 1945 هو سياسي ياباني محافظ، شغل منصب وزير المالية في الفترة بين عامي 2003 إلى 2006 في حكومة جونيتشيرو كويزومي، كما شغل منصب وزير التعمير والنقل في حكومة ياسو فوكودا، ويقضي فترته التاسعة كعضو في مجلس النواب عن المقاطعة الخامسة في كيوتو. انتخب رئيسا للحزب الليبرالي الديمقراطي في 28 سبتمبر 2009، بعد هزيمة ضخمة للحزب في الانتخابات العامة في 2009. وهو ثاني زعيم للحزب الليبرالي الديمقراطي الذي ليس في نفس الوقت رئيس وزراء اليابان.

## النشأة
ولد تانيغاكي في فوكوتشياما في كيوتو، وتخرج من كلية الحقوق في جامعة طوكيو في عام 1974، وعمل كسكرتير لوالده الذي كان وزير التربية والتعليم.

## وصلات خارجية
- الموقع الرسمي لساداكازو تانيغاكي